# Mensola

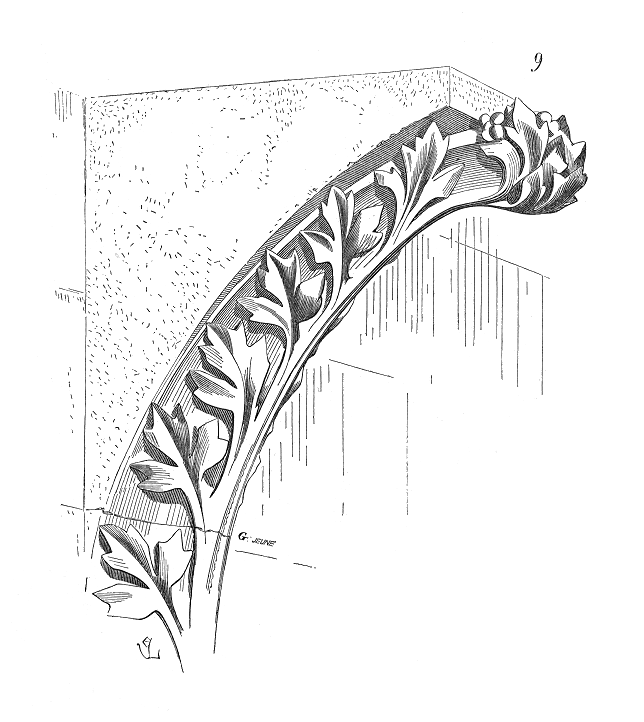
Mensola della cattedrale ritrovata a Troyes.

Una mensola, in architettura, è un elemento orizzontale che sporge rispetto ad una superficie verticale, ad esempio una parete, con la funzione di sorreggere carichi aggettanti.
Nell'arredamento, una mensola è un ripiano a sbalzo, appoggiato solitamente su sostegni comunemente detti reggimensola.

## Storia
Come elemento architettonico negli edifici, la mensola può sorreggere altri elementi come archi, balconi, colonne o altro. In genere, la mensola viene integrata direttamente nel muro durante la sua costruzione, anche se in casi più rari è possibile che venga fissata in seguito.
Benché fossero già conosciute forme più arcaiche di mensola nel periodo Neolitico, tracce più consistenti le ritroviamo a partire dall'antichità classica, affermandosi soprattutto dal Medioevo in poi.
Nell'architettura militare storica, si usava una sorta di mensole; erano adibite al sostegno della merlatura e, contemporaneamente, alla realizzazione delle caditoie; questi elementi si chiamano propriamente beccatelli.
Nel periodo rinascimentale, la mensola inizia ad essere decorata da volute.

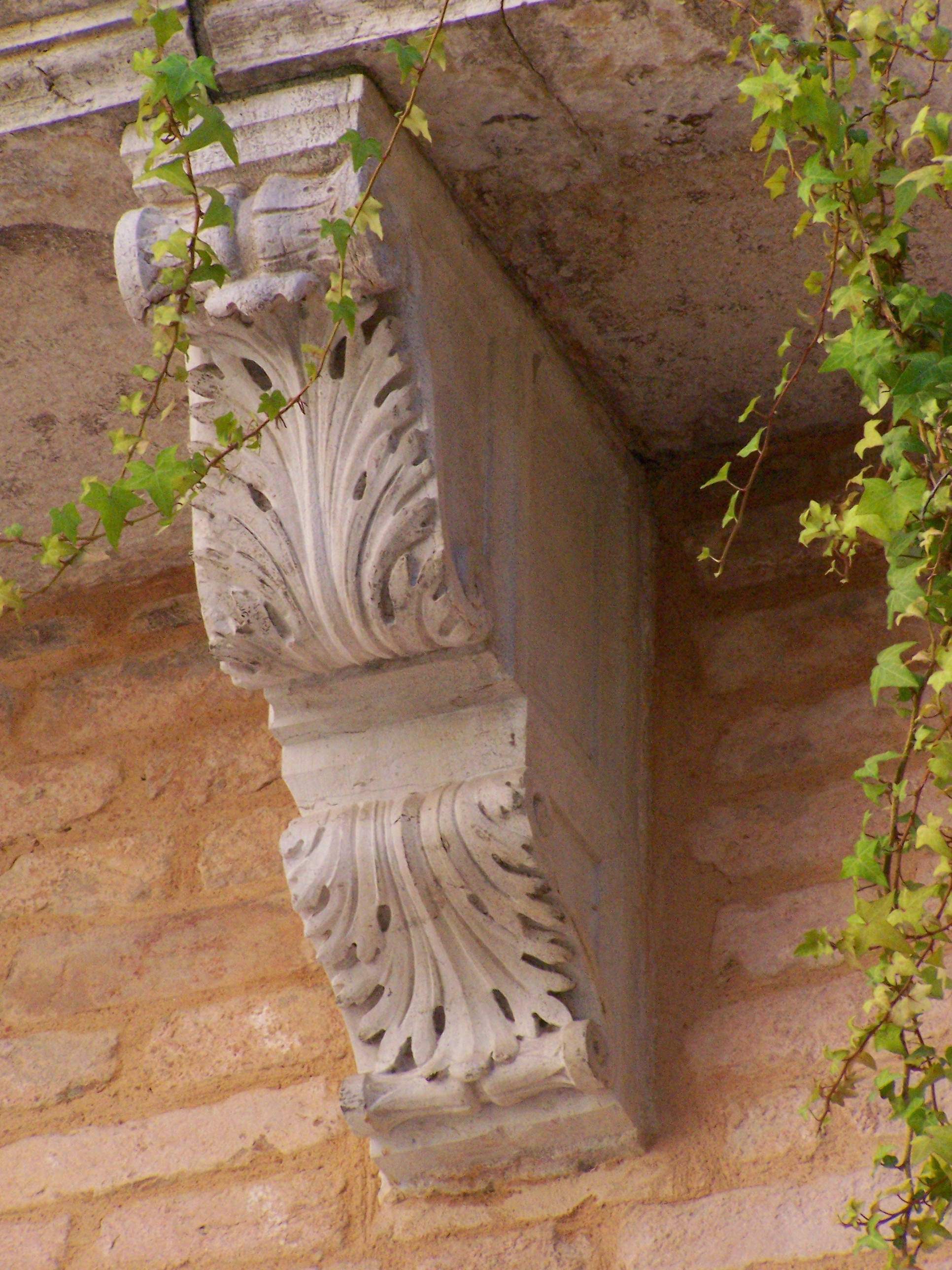
Mensola di un balcone presso Venezia.
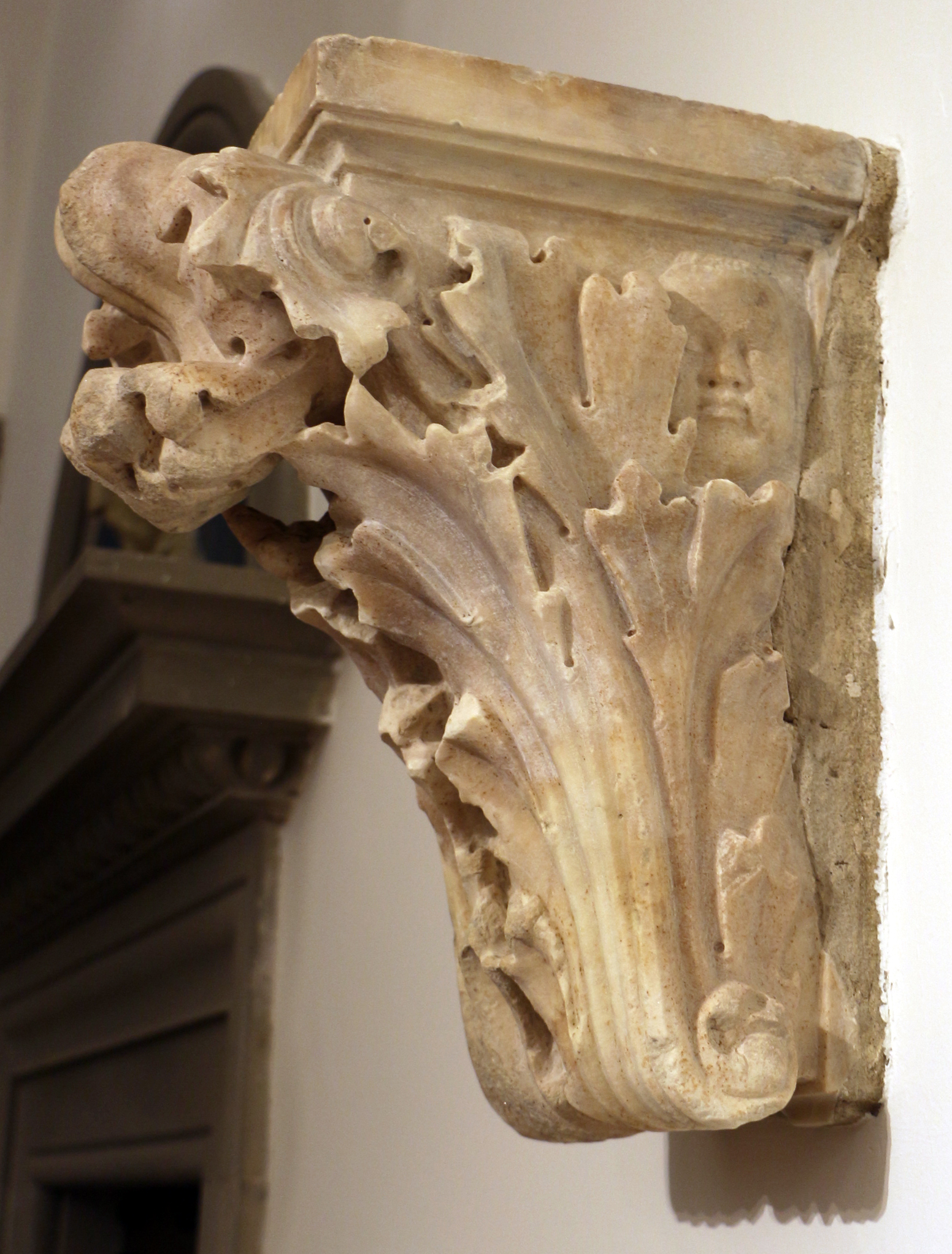
Mensola trecentesca nel Museo dell'Opera del Duomo di Firenze.
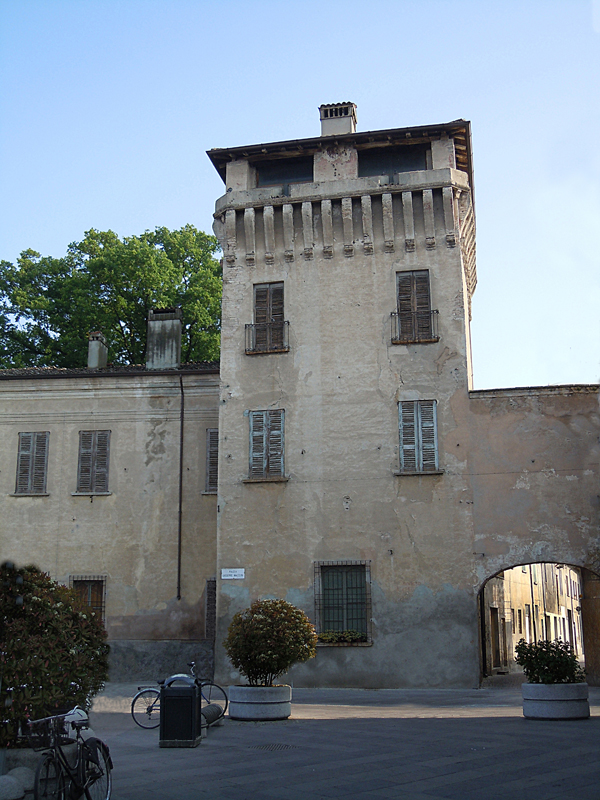
Castel Goffredo, il Torrazzo con coronamento a sbalzo sostenuto da mensoloni.